# هوايان
هوايان (بالصينية: 淮安市 )‏ هي مدينة على مستوى محافظة، في جمهورية الصين الشعبية، تتبع جيانغسو، بلغ عدد سكانها 4,799,889 نسمة في 2010، تبلغ مساحتها 10,072 كيلومتر مربع، رمزها البريدي هو 223000.

## مدن توأم
المدن التوأم:
- زازنيتس[18]
- برنيك
- بئر السبع[19]
- كوينكا[20]
- فيوميتشينو[21]
- غوميل[22]
- كاشيوازاكي، نييغاتا[23]
- كيبيتشو  [لغات أخرى]‏[24]
- كولبينو[25]
- مقاطعة لوكا[26]
- ملتن كينز[27]
- مغنيتاغورسك[28]
- بوتسك[29]
- سانت توماس، أونتاريو[30]
- فينيسيو[31]
- Wanju County [الإنجليزية]‏[32]
- يوربا ليندا، أورانج، كاليفورنيا.[33]

## التقسيمات الإدارية
- Qingjiangpu, Huai'an [الإنجليزية]‏
- Huai'an, Huai'an [الإنجليزية]‏
- Huaiyin, Huai'an [الإنجليزية]‏
- Lianshui County [الإنجليزية]‏
- Hongze, Huai'an [الإنجليزية]‏
- Xuyi County [الإنجليزية]‏
- Jinhu County [الإنجليزية]‏.

## أعلام
- روث غراهام